# Palazzo in fortezza

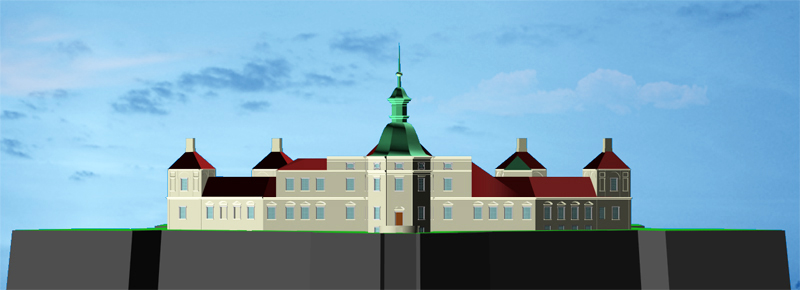
Rekonstrukcja palazzo in fortezza – Zamku Krzyżtopór

Palazzo in fortezza – specyficzny rodzaj pałacu, posiadający cechy obronne. Zazwyczaj był to budynek pałacowy otoczony umocnieniami typu bastejowego, bastionowego, a w oszczędniejszych realizacjach parkanem i fosą. Idea tego typu budowli narodziła się w okresie renesansu we Włoszech (stąd włoska nazwa) i rozpowszechniła się w Europie.

## Palazzo in fortezza
Na obszarze I Rzeczypospolitej rozkwit tego typu budownictwa przypada na koniec XVI i początek XVII wieku, a najbardziej znane to:

- Zamek w Baranowie Sandomierskim, z lat 1591-1606,
- Zamek w Brodach, obecnie na Ukrainie,
- Zamek w Ćmielowie, przebudowany na palazzo w XVII w.,
- Zamek w Gorzkowicach[2]
- Zamek w Łańcucie,
- Zamek w Wiśniczu,
- Zamek w Mariampolu Jabłonowskich, obecnie na Ukrainie,
- Zamek w Ołyce Radziwiłłów, obecnie na Ukrainie,
- Zamek w Podhorcach, obecnie na Ukrainie,
- Zamek w Rzeszowie,
- Zamek w Ujeździe, zwany Krzyżtopór,
- Zamek w Wiśniowcu, obecnie na Ukrainie,
- Zamek w Zbarażu, obecnie na Ukrainie,
- Zamek w Złoczowie, obecnie na Ukrainie,
- Zamek w Zbąszyniu, przebudowany w XVII w.[3],
- Zamek w Żółkwi, obecnie na Ukrainie,

Inne:
- Zámek Bučovice, Czechy
- Pałac Lobkowitzów w Żaganiu, z lat 30. XVII w.[1][4]

Według tej idei fortyfikowane były też klasztory i kościoły, np. klasztor na Jasnej Górze.

## Galeria

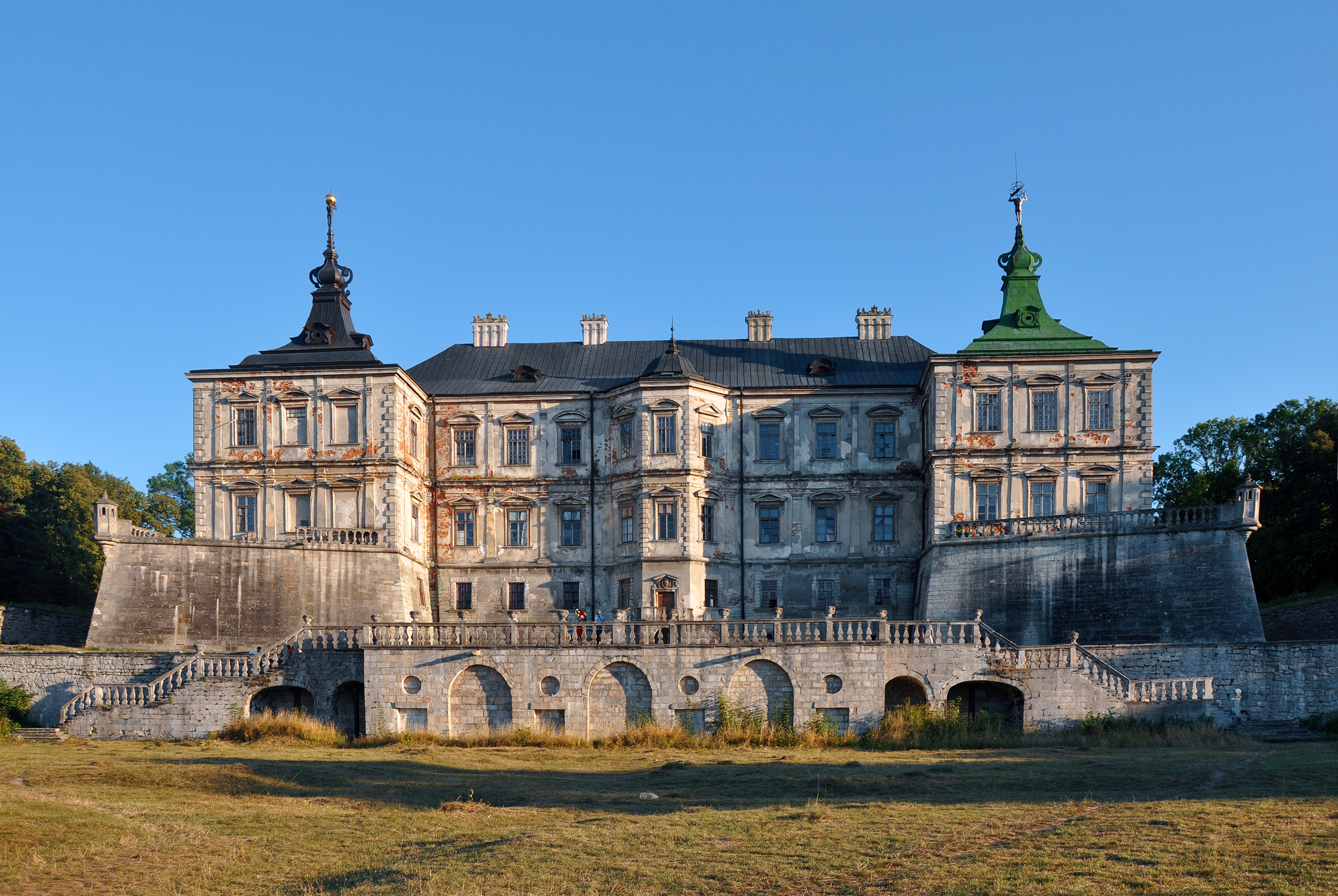
Zamek w Podhorcach
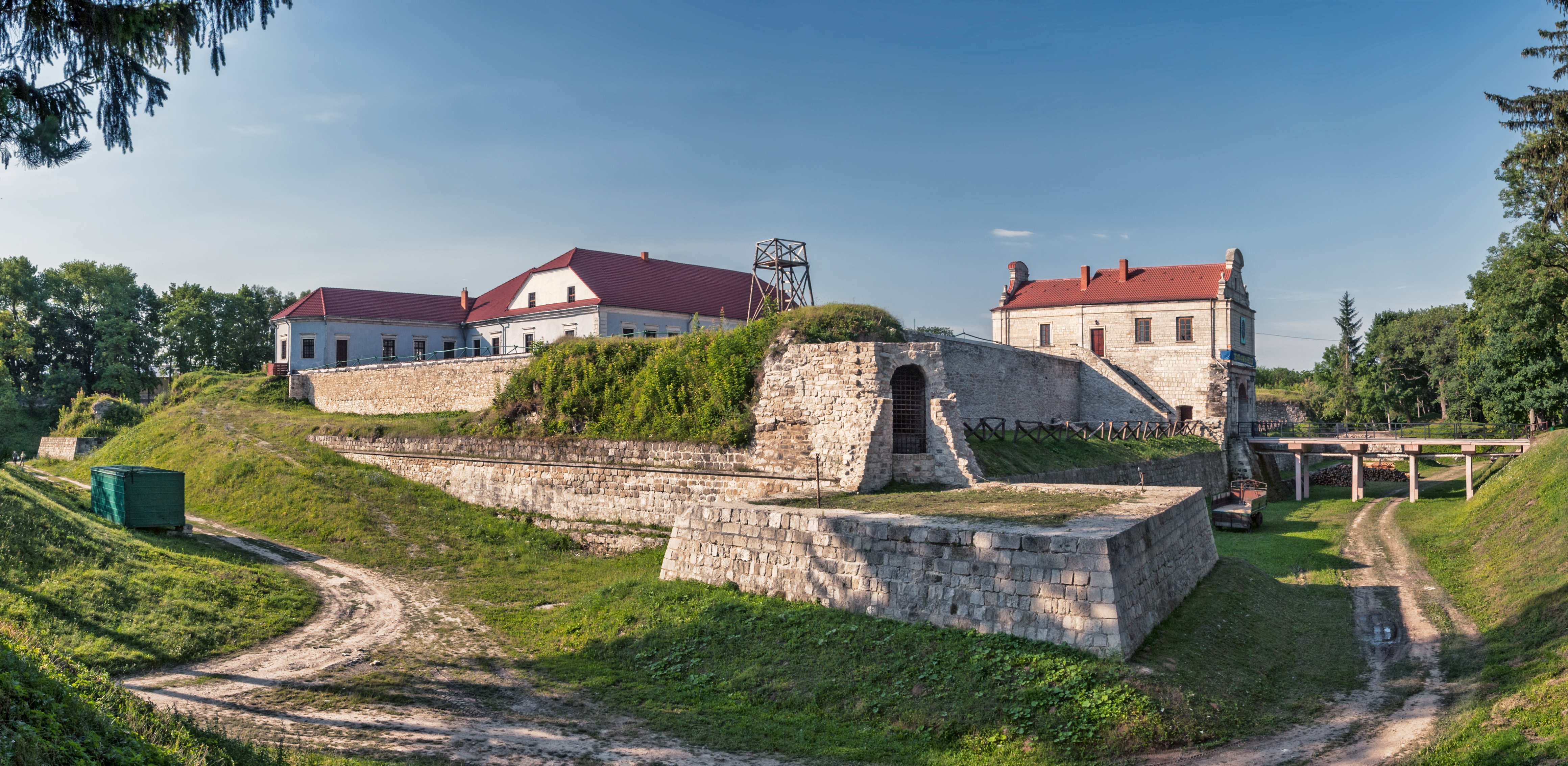
Pałac i zamek w Zbarażu
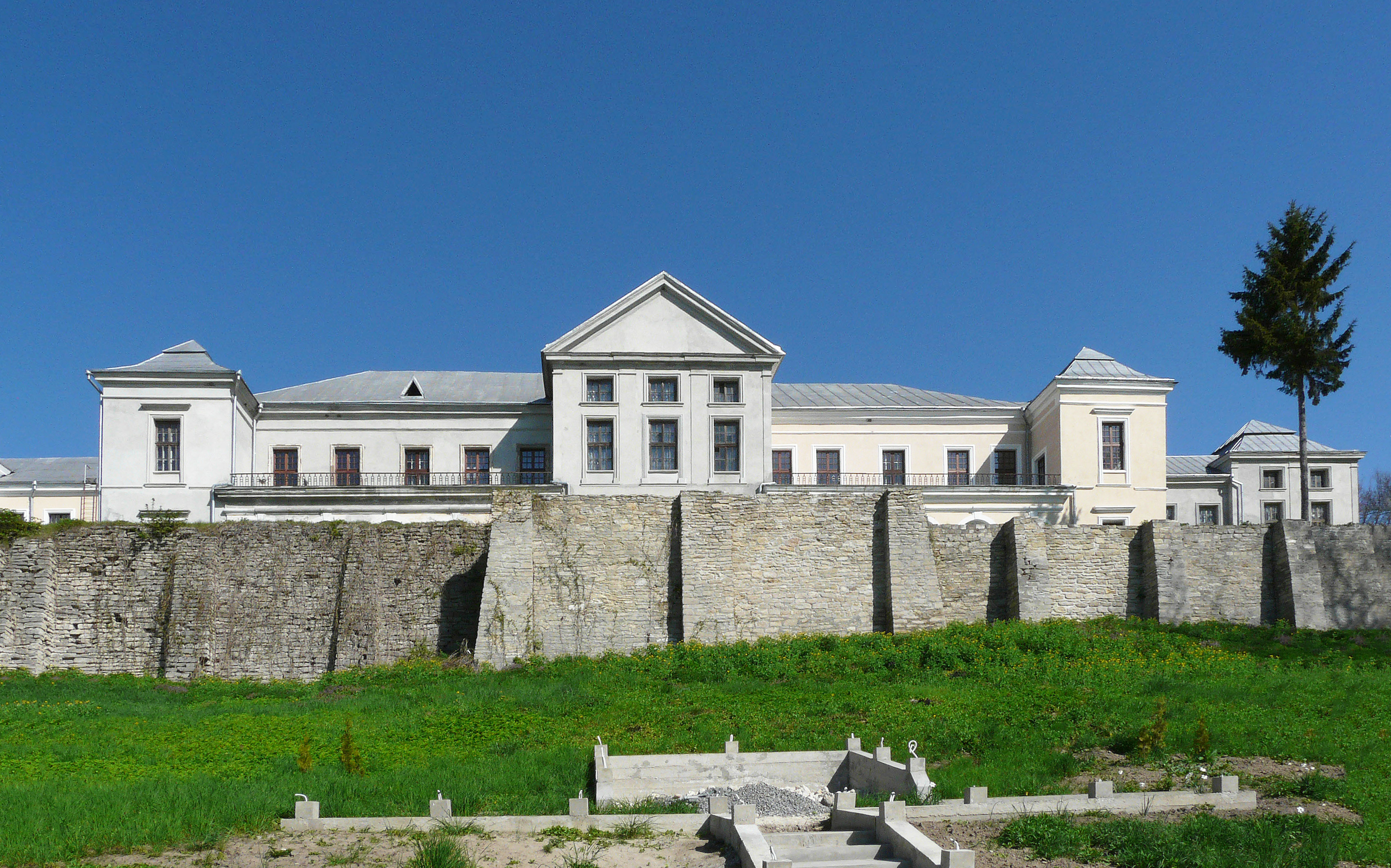
Pałac w Wiśniowcu
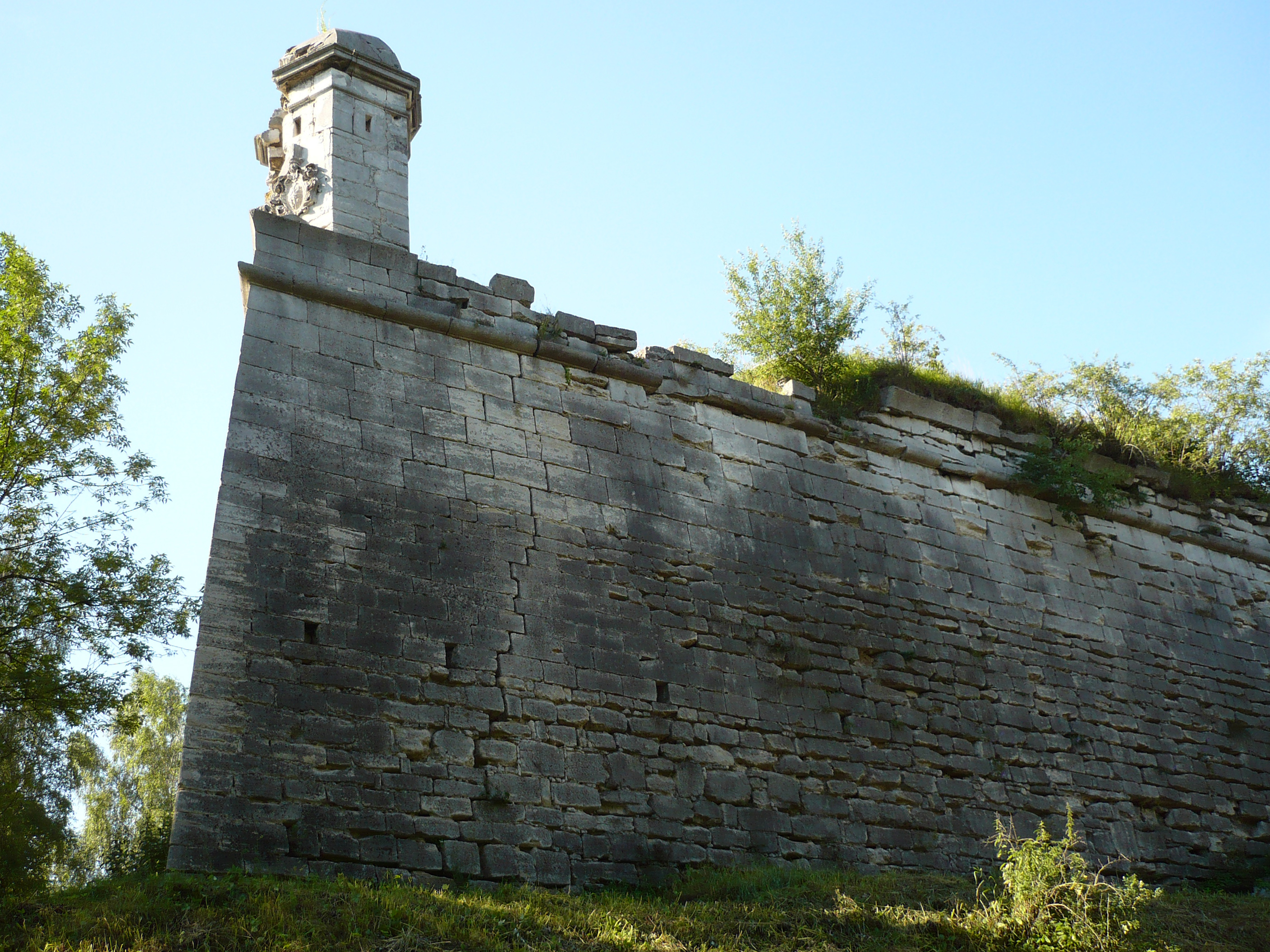
Bastion w zamku w Złoczowie
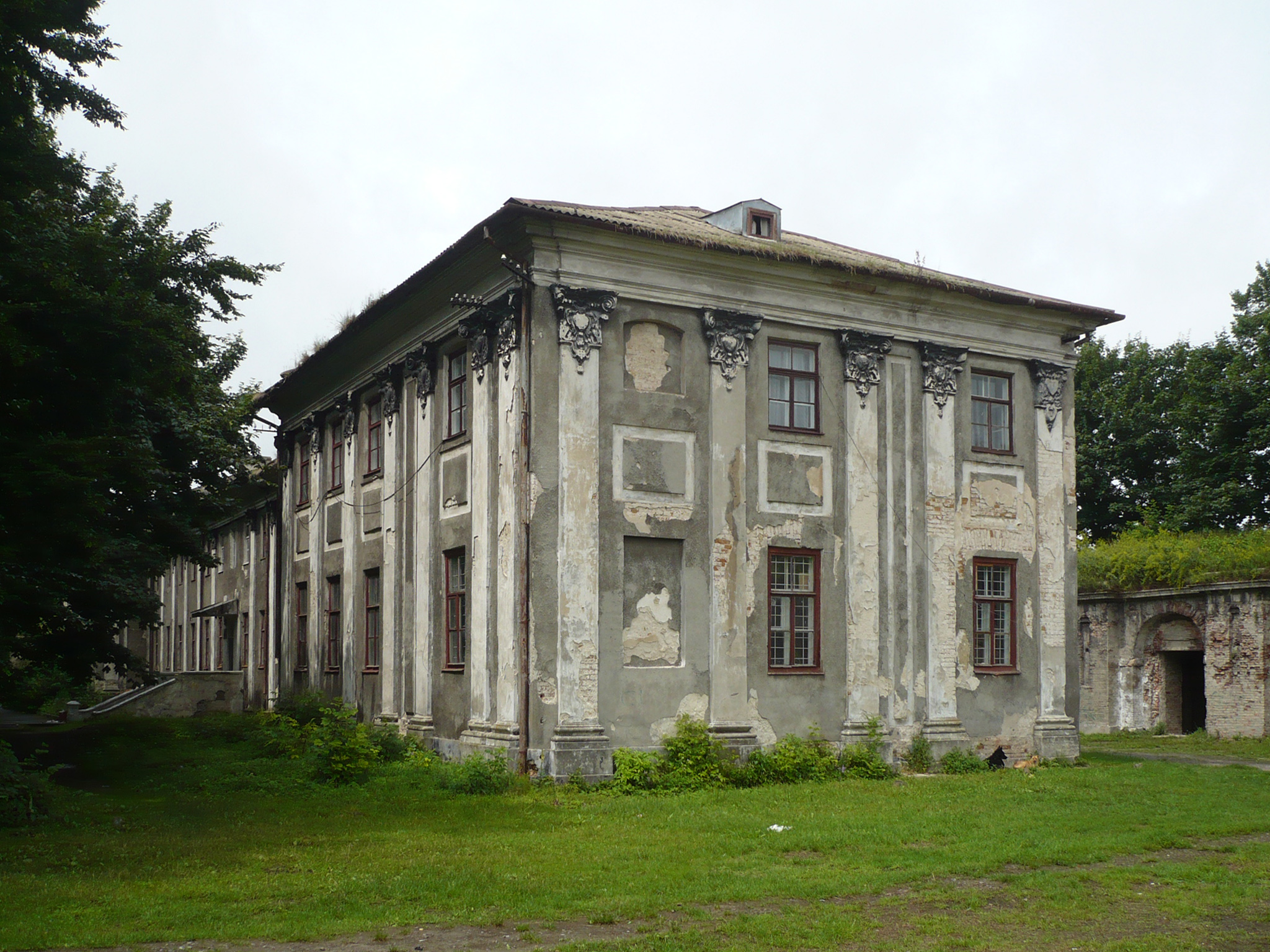
Pałac w zamku w Brodach z kazamatami
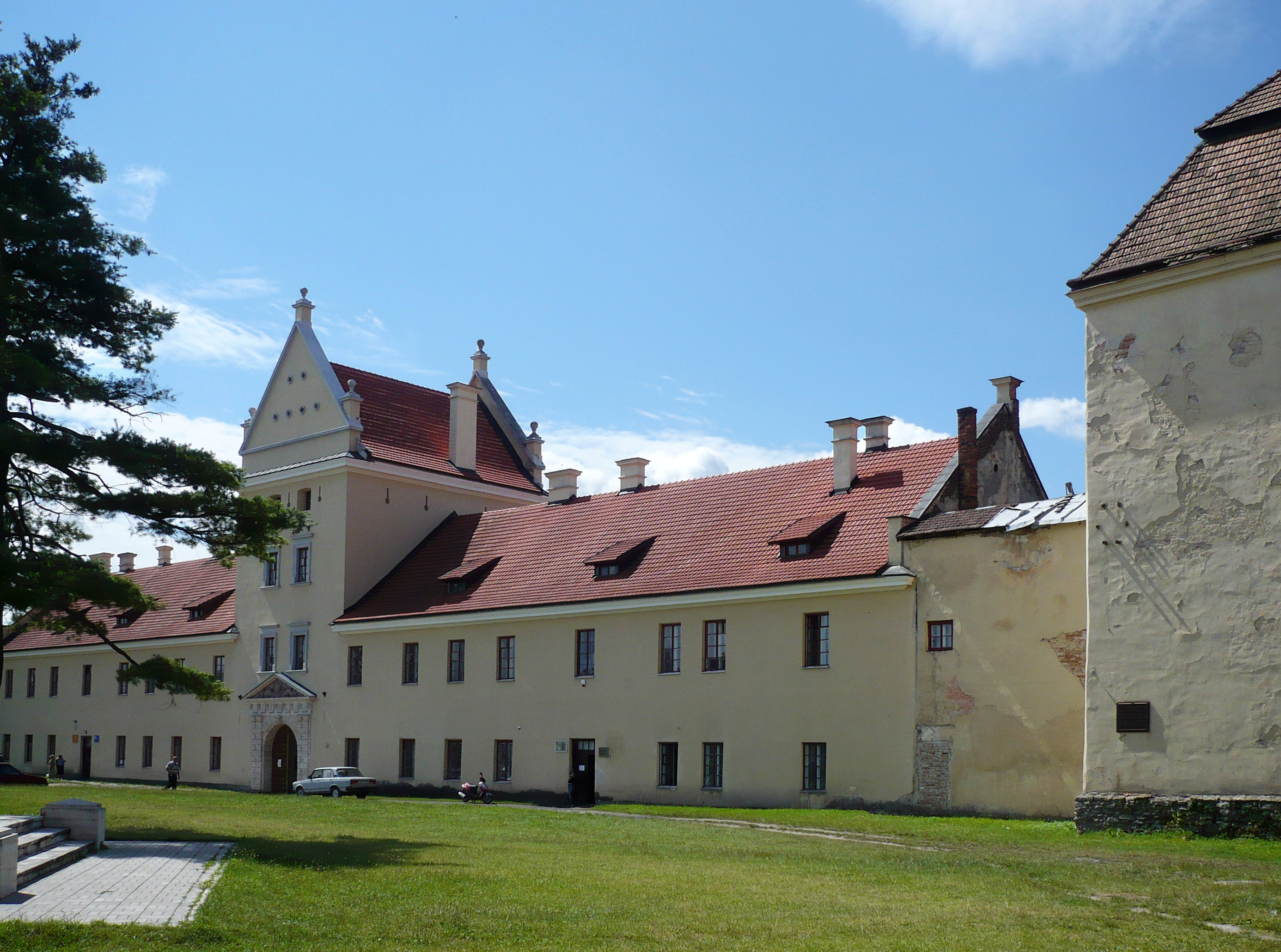
Zamek w Żółkwi
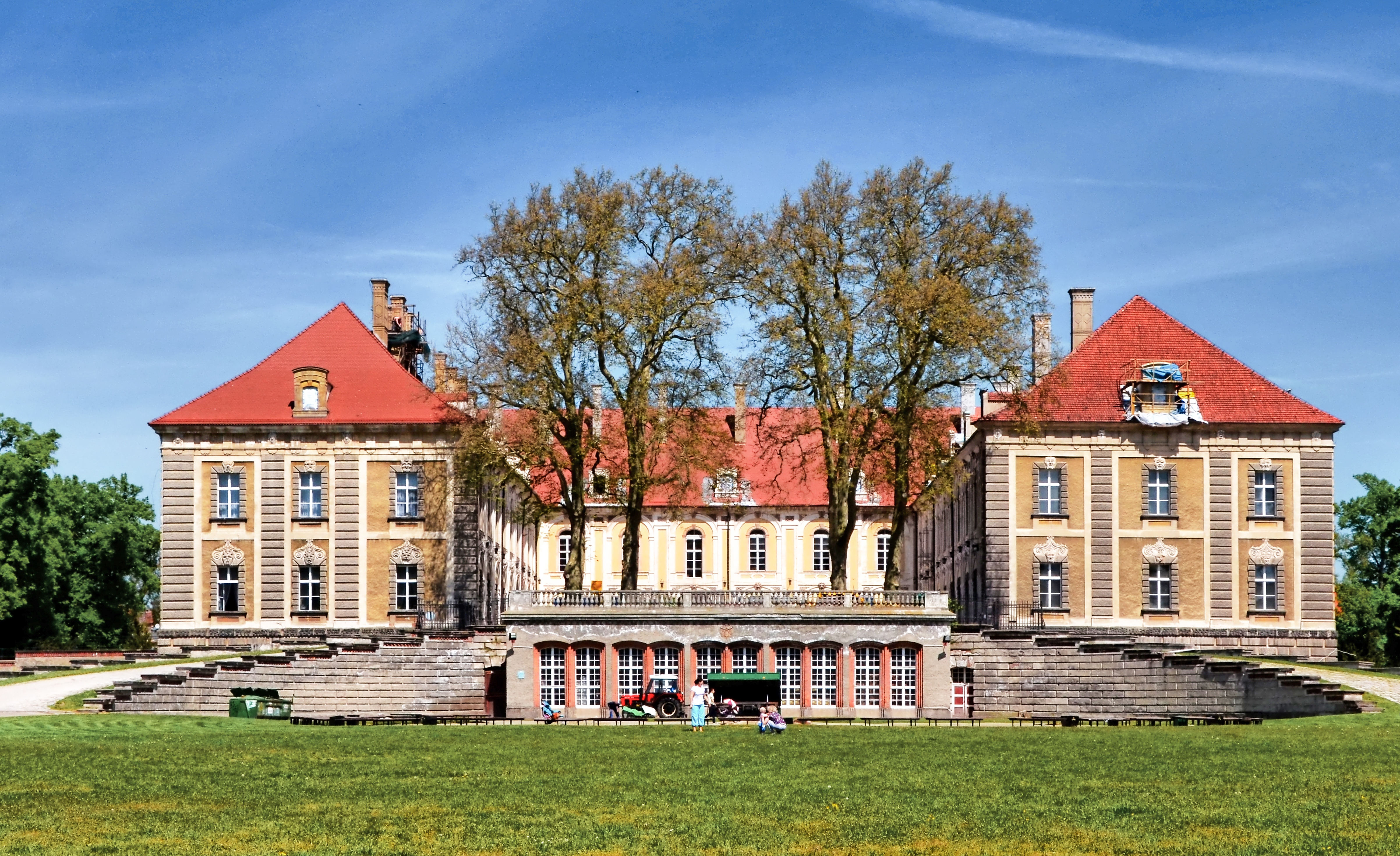
Pałac Lobkowitzów w Żaganiu
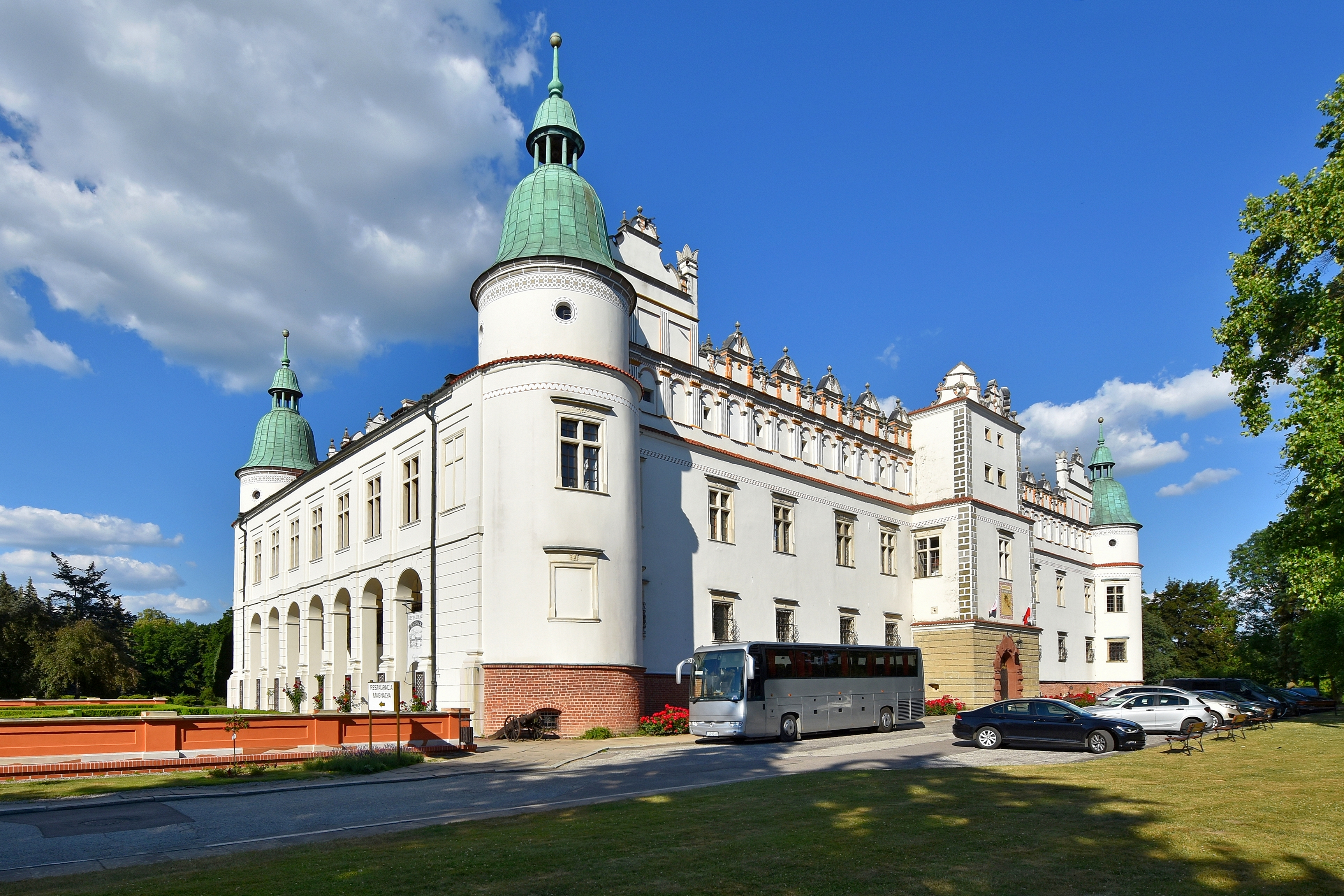
Zamek w Baranowie Sandomierskim
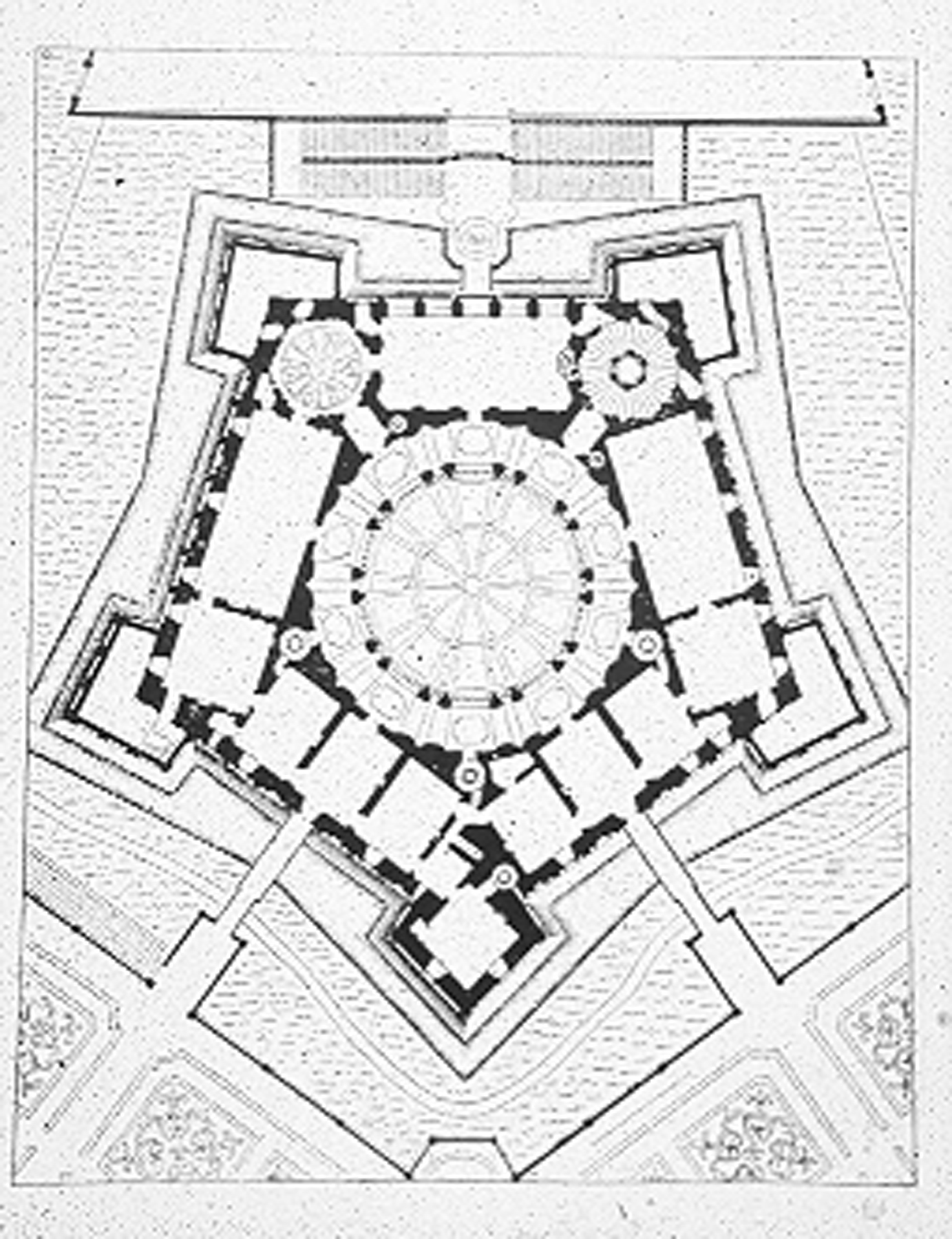
Pałac Farnese w Capraroli, rzut przyziemia
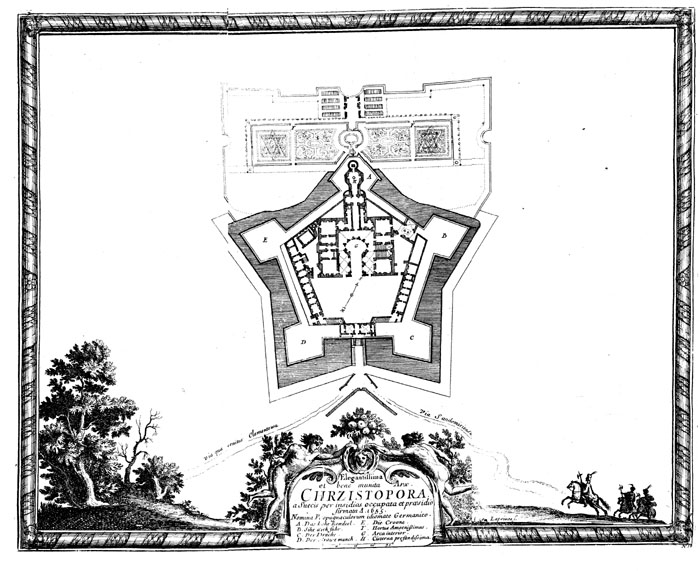
Krzyżtopór, rzut przyziemia
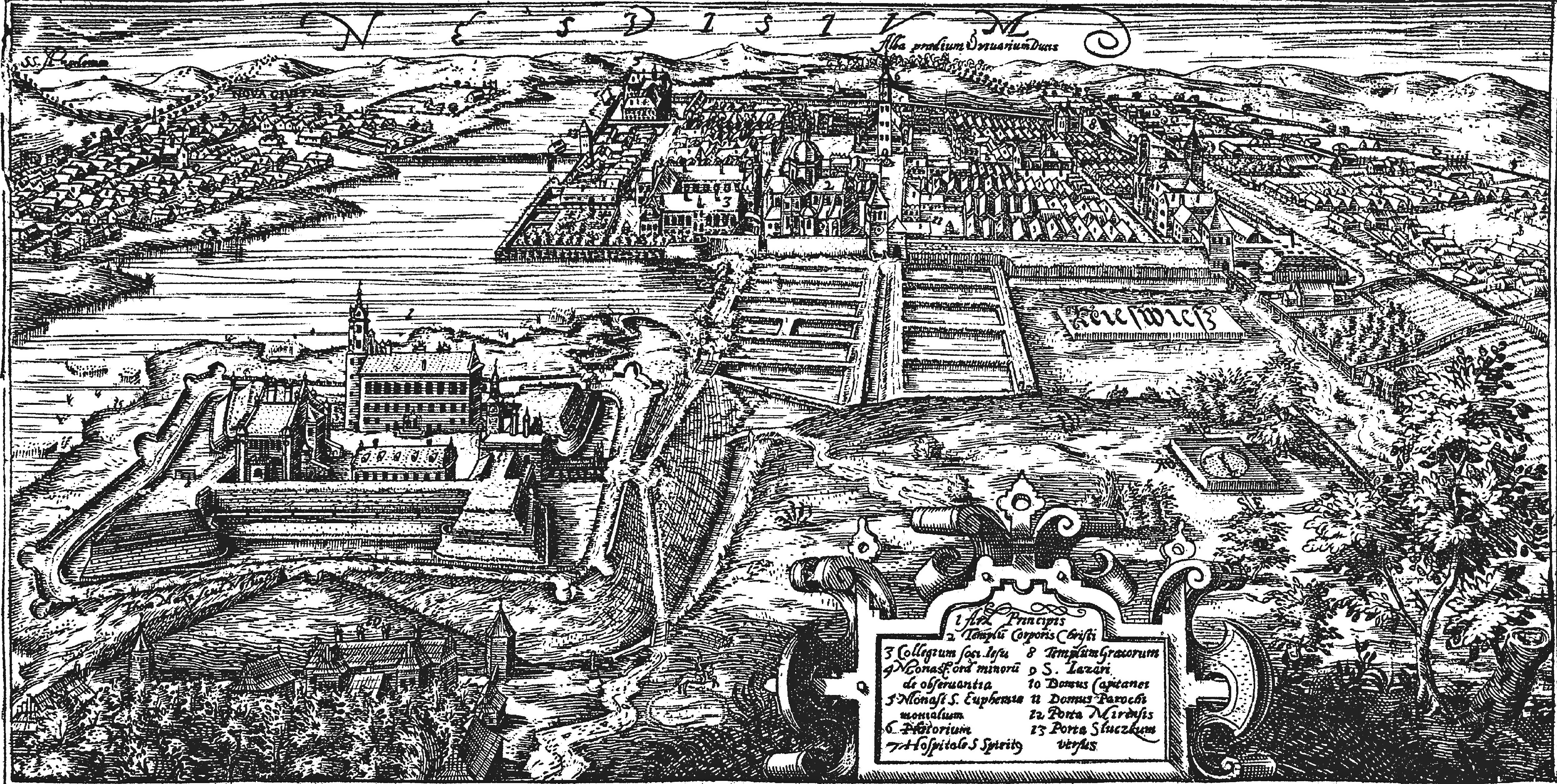
Zamek w Nieświeżu i Nieśwież, 1604
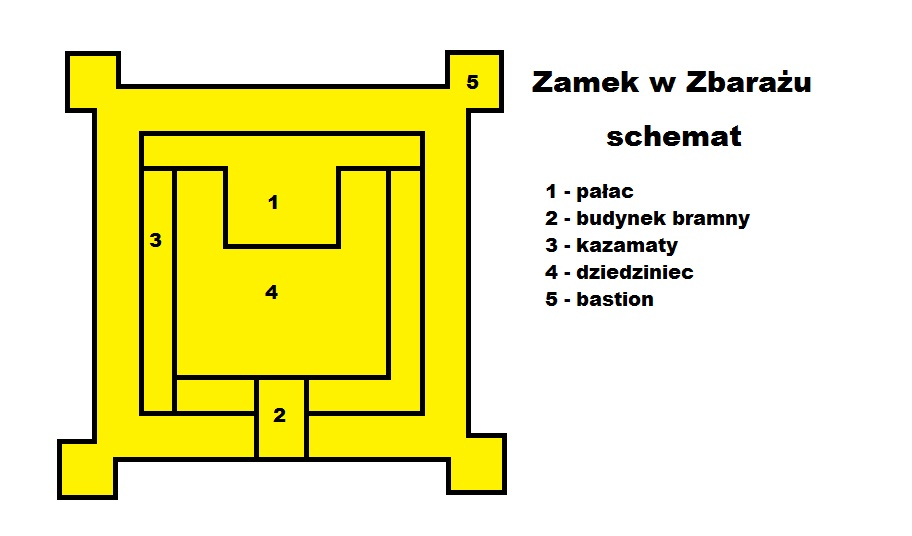
Zamek w Zbarażu. Schemat
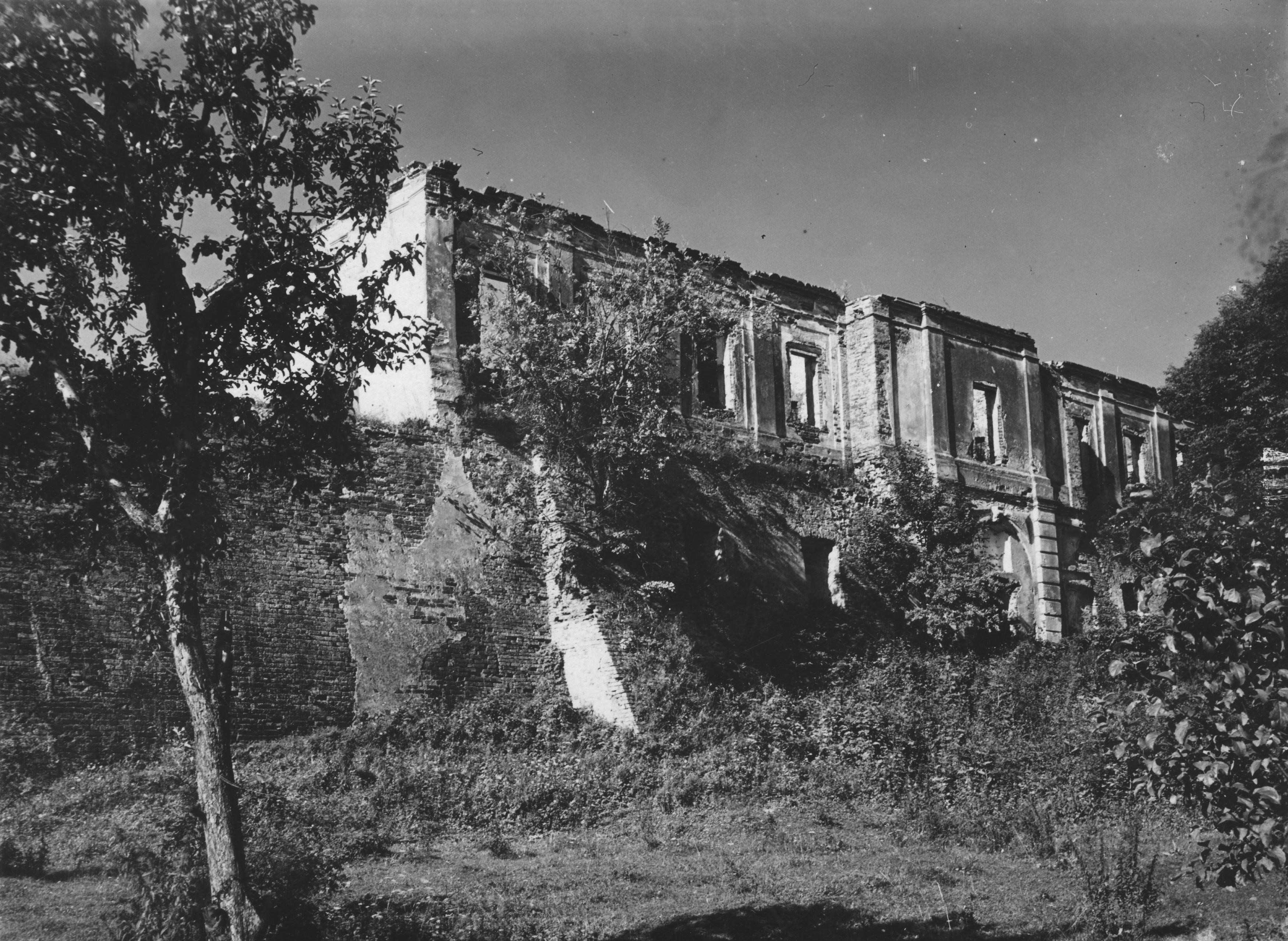
Zamek w Mariampolu, 1926